# Жунгдра
Жунгдра (дзонг-кэ གཞུང་སྒྲ་, вайли gzhung sgra) является одним из двух (вместе с бёдрой) направлений традиционной бутанской народной музыки. Возникнув в XVII веке, жунгдра (gzhung ‘центр’, sgra ‘музыка’) является полностью эндемичным бутанским стилем, связанным с народной музыкой областей Паро и Пунакха, сердцем культуры нгалоп. бёдра, наоборот, развивалась из тибетской придворной музыки (bod ‘Тибет’, sgra ‘музыка’).
Жунгдра характеризуется использованием сложных удлинённых вокальных тонов, которые медленно украшают относительно простую инструментальную мелодию. Неподготовленным исполнителям, как правило, сложно петь жунгдра. Это снизило популярность жунгдра, по сравнению с ригсаром, быстро развивающимся стилем бутанской поп-музыки, основанной на игре на электронных синтезаторах.
Стиль жунгдра хорошо можно оценить в песне Джигме Друкпа Lhodrak Marpai Zhab из альбома Endless Songs from Bhutan.
Хотя жунгдра формально является светской музыкой, в словах песни часто можно встретить буддийские аллегории, такие как Yak Legbi Lhadar, в которой певец рассказывает о своей прежней жизни яка, принесённого в жертву во время небуддийского ритуала в округе Гаса.